# Tomodon
Genre
Tomodon est un genre de serpents de la famille des Dipsadidae.

## Répartition
Les 3 espèces de ce genre se rencontrent en Amérique du Sud.

## Liste des espèces
Selon The Reptile Database (12 mai 2016) :
- Tomodon dorsatus Duméril, Bibron & Duméril, 1854
- Tomodon ocellatus Duméril, Bibron & Duméril, 1854
- Tomodon orestes Harvey & Muñoz, 2004

## Publication originale
- Duméril, 1853 : Prodrome de la classification des reptiles ophidiens. Mémoires de l'Académie des sciences, Paris, vol. 23, p. 399-536 (texte intégral).